# Андерс Леверманн
Андерс Леверманн (англ. Anders Levermann) — вчений з питань клімату в Потсдамському інституті досліджень впливу на клімат та Колумбійському університеті. Він є професором динаміки кліматичної системи в Інституті фізики та астрофізики Потсдамського університету, Німеччина. Він бере участь у звіті про оцінку Міжурядової групи з питань зміни клімату з 2004 р. (Автор статті до глави палеоклімату четвертої доповіді про оцінку, провідний автор глави про зміну рівня моря п’ятої доповіді, провідний автор океану, кріосфери та розділ рівня моря поточного шостого звіту про оцінку). Леверманн консультує політичних та економічних зацікавлених сторін з питань зміни клімату.

## Біографія
Андерс Леверманн народився в 1973 році в Бремергафені (Німеччина). Вивчав фізику в університетах Марбурга та Кіля в Німеччині. Диплом отримав у 1999 році. Під час отримання ступеня доктора філософії теоретичної фізики в Науково-дослідному інституті Вейцмана (Ізраїль) він працював за рекомендацією Ітамара Прокаччії щодо закономірностей зростання фракталів у загальній галузі статистичної фізики.
Леверманн отримав ступінь доктора теоретичної фізики в 2003 році, після чого він почав працювати над динамікою клімату в Потсдамському інституті досліджень впливу клімату. Спочатку як постдокт зі стипендією Фонду Гері-Комера, він став молодшим професором у 2006 році. З жовтня 2007 року він є старшим науковим співробітником Потсдамського інституту досліджень впливу клімату та професором динаміки кліматичної системи в Інституті фізики Потсдамського університету, Німеччина. Його дослідження зосереджується на переломних елементах кліматичної системи та економічних наслідках зміни клімату.
З 2012 року він керує науковою роботою з питань сталого вирішення кліматичної проблеми в Потсдамському інституті досліджень впливу на клімат, працюючи разом з головним економістом ПІК проф. Оттмар Еденгофер. У деяких газетних статтях, наприклад у «Frankfurter Allgemeine Zeitung» [Архівовано 18 травня 2021 у Wayback Machine.] та «The Guardian» [Архівовано 8 червня 2021 у Wayback Machine.], він висунув гіпотезу про існування межі адаптаційних можливостей сучасного суспільства. Тому в коментарі [Архівовано 8 листопада 2020 у Wayback Machine.] в науковому журналі «Nature» він закликав створити загальнодоступну інформаційну систему для «глобальної адаптації» наших ланцюгів поставок (www.zeean.net [Архівовано 8 лютого 2021 у Wayback Machine.]).